# 틴셀 코리
틴셀 코리(Tinsel Korey, 1980년 3월 25일 ~ )는 캐나다의 배우이다.